# 23 tháng 2
Ngày 23 tháng 2 là ngày thứ 54 trong lịch Gregory. Còn 311 ngày trong năm (312 ngày trong năm nhuận).

## Sự kiện
- 532 – Hoàng Đế Đông La Mã Justinian I cho xây dựng Hagia Sophia.[1]
- 705 – Võ Tắc Thiên thoái vị, nhà Đường được khôi phục trở lại.[2]
- 1868 – Thống đốc Nam Kỳ Lagrandière làm lễ đặt viên đá đầu tiên khởi công xây dựng Dinh Thống đốc Nam Kỳ mới tại Sài Gòn.
- 1885 – Chiến tranh Pháp-Thanh: Pháp giành chiến thắng quan trọng trong Trận Đồng Đăng
- 1918 – Biệt đội lớn đầu tiên của Hồng Quân Liên Xô xuất hiện ở Petrograd và Moskva và có trận đánh đầu tiên với quân đội Đức trên sông Neva.
- 1934 – Leopold III trở thành vua Bỉ.
- 1945 – Thế chiến thứ hai: Các lực lượng hỗn hợp Mỹ-Phillipines giải phóng hoàn toàn Manila.
- 1946 – "Con hổ Mã Lai" Yamashita Tomoyuki của Lục quân Đế quốc Nhật Bản bị hành hình tại Philippines theo phán quyết của Tòa án vì các cáo buộc phạm tội ác chiến tranh.
- 1947 – Tổ chức tiêu chuẩn hóa quốc tế được thành lập nhằm thúc đẩy các tiêu chuẩn về quyền sở hữu, công nghiệp và thương mại trên toàn thế giới.
- 1954 – Chiến dịch tiêm chủng lớn đầu tiên cho trẻ em nhằm chống lại bệnh bại liệt bằng vaccin Salk bắt đầu tại Pittsburgh.
- 1991 – Ở Thái Lan, phe quân sự tiến hành đảo chính chính quyền thủ tướng Chatichai Choonhavan.
- 1992 – Thế vận hội Mùa đông XVI bế mạc tại Albertville, Pháp.
- 2017 – Quân đội Syria Tự do do Thổ Nhĩ Kỳ hậu thuẫn đánh chiếm Al-Bab từ tay ISIL.[3]

## Sinh
- 1417 – Giáo hoàng Paul II (m. 1471)
- 1644 – Tokugawa Tsunayoshi, Mạc chúa của Mạc phủ Tokugawa (m. 1709)
- 1685 – George Frideric Handel, nhà soạn nhạc Đức (m. 1759).
- 1852 – Dục Đức, vua nhà Nguyễn (m. 1883).
- 1873 – Lương Khải Siêu, nhà tư tưởng và là nhà hoạt động chính trị Trung Quốc thời cận đại. (m. 1929)
- 1874 – Konstantin Päts, tồng thống Estonia đầu tiên (m. 1956)
- 1883 – Karl Jaspers, một nhà tâm lý học và triết gia người Đức (m. 1969)
- 1908 – William McMahon, thủ tướng Úc thứ 20 (m. 1988).
- 1923 – Nguyễn Chánh Thi, Trung tướng Quân lực Việt Nam Cộng hòa (m. 2007).
- 1925 – Nguyễn Hữu Có, Trung tướng Quân lực Việt Nam Cộng hòa (m. 2012).
- 1928 – Vasili Lazarev, phi hành gia Nga (m. 1990).
- 1929 – Thượng phụ Alexy II của Moskva (m. 2008)
- 1934 – Phan Huy Lê, nhà sử học Việt Nam.
- 1953 – Viktor Yushchenko, Thủ tướng Ukraina thứ 3.
- 1955 – Vũ Văn Ninh, Phó Thủ tướng Chính phủ Việt Nam.
- 1960 – Naruhito, Thiên hoàng Nhật Bản.
- 1965 – Michael Dell, doanh nhân Hoa Kỳ.
- 1986 – Kamenashi Kazuya, ca sĩ, Diễn viên Nhật Bản.
- 1989 - Tường Vi, diễn viên nổi tiếng người Việt Nam
- 1992 – Casemiro, cầu thủ bóng đá Brazil.
- 1994 – Dakota Fanning, Diễn viên điện ảnh Mỹ.

## Mất
- 1100 – Tống Triết Tông, Hoàng đế nhà Tống (s. 1076).
- 1447 – Giáo hoàng Eugene IV (s. 1383).[4]
- 1464 – Minh Anh Tông, Hoàng đế nhà Minh (s. 1427).
- 1603 – François Viète, nhà toán học người Pháp (s. 1540)
- 1821 – John Keats, nhà thơ Anh (s. 1795).
- 1848 – John Quincy Adams, tổng thống Hoa Kỳ (s. 1767).
- 1855 – Carl Friedrich Gauß, nhà toán học, nhà vật lý và nhà thiên văn người Đức (s. 1777).
- 1877 – Nguyễn Phúc Hồng Y, tước phong Thụy Thái vương, hoàng tử con vua Thiệu Trị nhà Nguyễn, cha của vua Dục Đức (s. 1833).
- 1944 – Leo Hendrick Baekeland, nhà hóa học người Mỹ gốc Bỉ (s. 1863).
- 1946 – Yamashita Tomoyuki, Đại tướng Lục quân Đế quốc Nhật Bản (s. 1885)
- 1969 – Saud bin Abdulaziz Al Saud, Vua Ả Rập Xê Út thứ nhì (s. 1902).
- 1971 – Đỗ Cao Trí, Đại tướng Quân lực Việt Nam Cộng hòa (s. 1929).
- 2000 – Stanley Matthews, cầu thủ bóng đá Anh, Quả bóng vàng châu Âu 1956 (s. 1915).
- 2005 – Bắc Sơn, nhạc sĩ, Diễn viên Việt Nam (s. 1931).
- 2006 – Luna Leopold, nhà địa mạo học Hoa Kỳ (s. 1915)
- 2008 – Janez Drnovšek, Tổng thống Slovenia thứ nhì (s. 1950).

## Ngày lễ và kỷ niệm
- Guyana – Ngày Cộng hòa Mashramani